# Claudia Cuic
Claudia Cuic (født 5. august 1989) er en rumænsk basketballspiller som deltog i de olympiske lege 2020.